# Tatjana Nikolajewna Andrianowa
Tatjana Nikolajewna Andrianowa (russisch Татьяна Николаевна Андрианова, engl. Transkription Tatyana Andrianova; * 10. Dezember 1979 in Jaroslawl) ist eine russische Mittelstreckenläuferin, die sich auf die 800-Meter-Strecke spezialisiert hat.
Nachdem sie bei den Olympischen Spielen 2004 in Athen in ausgezeichneten 1:56,88 min den fünften Platz belegt hatte (die Siegerin Kelly Holmes aus Großbritannien war lediglich eine halbe Sekunde schneller), gelang ihr im darauffolgenden Jahr bei den Weltmeisterschaften 2005 in Helsinki der Griff zum Edelmetall: In 1:59,60 min gewann sie Bronze hinter Zulia Calatayud (Kuba) und Hasna Benhassi (Marokko). Andrianowa wurde 2004 und 2005 russische Meisterin.
Am 18. Juli 2008 verbesserte sie ihren persönlichen Rekord in Kasan auf 1:56,00 min. 
Tatjana Andrianowa hat bei einer Größe von 1,68 m ein Wettkampfgewicht von 55 kg. 

## Doping
Zehn Jahre nach ihrer WM-Bronzemedaille von 2005 wurde sie 2015 wegen Dopings mit Stanozolol für zwei Jahre gesperrt. Außerdem wurden alle Ergebnisse vom 9. August 2005 bis zum 8. August 2007 gestrichen. 2016 wurde sie allerdings vom Internationalen Sportgerichtshof CAS aus formalen Gründen freigesprochen, weil die Frist für Nachtests in ihrem Fall nur acht Jahre galt, und nicht wie erst später festgelegt zehn Jahre. Ende Januar 2018 gab der Leichtathletik-Weltverband IAAF bekannt, dass wegen Unregelmäßigkeiten in ihrem biologischen Pass Andrianowa vom 26. Juli 2010 bis 25. Juli 2012 disqualifiziert und vom 22. Februar 2016 bis 21. Februar 2018 gesperrt wurde.